# Lancia Prisma
Lancia Prisma je automobil značky Lancia.

## Historie
Lancia Prisma se začala vyrábět v roce 1982 jako nástupce Lancie Beta. Vůz vyšší střední třídy byl oblíben u italské vlády, ale i u podsvětí. Výroba skončila v roce 1989, kdy byl vůz nahrazen modelem Dedra.